# Royal Dolhain FC
Royal Dolhain FC was een Belgische voetbalclub uit Dolhain. De club werd in 1898 opgericht. De club droeg stamnummer 9 en speelde in blauw-zwart. De club ging een fusie aan met FC Union Espagnolle de Dolhain. De fusieclub nam het stamnummer 9 over en ging verder als Royale Union Limbourg FC.

## Geschiedenis
Dolhain FC werd opgericht in 1898 en sloot aan bij de UBSSA. De club zou een nabijgelegen tegenstander vormen voor CS Verviers, dat in 1896 was opgericht. De club trad verschillende jaren aan in lagere regionale reeksen. In 1922 werd het terrein Beverie aangekocht, waar de club voortaan zou spelen.
In 1923 werd de club bij het 25-jarig bestaan de eretitel "koninklijke" toegmeten en veranderde de clubnaam in SR Dolhain FC (Société Royale Dolhain Football Club). Datzelfde jaar werd de bevorderingsreeks (toen de Tweede Klasse) uitgebreid tot twee reeksen en Dolhain had het seizoen voordien de promotie kunnen afdwingen naar deze A-reeks. SC Anderlechtois werd het seizoen 1923/24 kampioen in de reeks, met slechts twee nederlagen, waaronder een 1-0 nederlaag tegen Dolhain. Dolhain zelf eindigde vijfde. Het seizoen 1924/25 eindigde Dolhain 10e en kon nipt het behoud verzekeren. Het volgende seizoen werd Dolhain echter 11de op 14 en zakte door competitiehervormingen naar de toenmalige Derde Klasse. In 1927 werd de club nog 10de, in 1928 laatste en zakte voor drie seizoenen naar de provinciale reeksen. In 1932 werd de club daar kampioen en kon terug naar Bevordering C (toen het derde niveau) waar men 8ste werd. Het seizoen 1933/34 eindigde Dolhain echter slechts 12de op 14 en zakte terug naar de provinciale reeksen, waar het tot 1967 zou moeten vertoeven.
In 1947 werd het stadion "Stade Lambert Fourir" genoemd. De club ging wat op en neer tussen de eerste twee provinciale reeksen. In 1957/58 werd de club opnieuw eerste in zijn reeks in tweede provinciale en promoveerde zo naar eerste provinciale, waar men nu zich nu vele jaren onafgebroken kon handhaven. In 1966/67 slaagde Dolhain er in kampioen te worden, en kon na vele decennia opnieuw promoveren naar Bevordering. De club kon echter slechts één seizoen genieten van het avontuur in de nationale reeksen en zakte opnieuw. In 1973/74 degradeerden een groot aantal Luikse clubs uit de bevorderingsreeksen naar de eerste provinciale klasse en zo moest Dolhain als op vier na laatste club in de eindstand toch zakken naar tweede provinciale. Pas in 1977 kon men terugkeren naar eerste, in 1982 zakte de club echter weer weg naar tweede en later ook naar de lagere provinciale reeksen. In 2006/07 zakt Dolhain zelfs naar vierde provinciale.
In 2014 fusioneerde Royal Dolhain FC met FC Union Espagnolle de Dolhain, dat bij de KBVB was aangesloten met stamnummer 9414 en net als Dolhain FC in vierde provinciale actief was. De fusieclub werd Union Limbourg FC genoemd en speelde verder met stamnummer 9 van Dolhain FC.

## Resultaten
| 1923/24                                |   | 5  |     |      |     | Promotie A                                | 28                                        |                                           |                                           |
| 1924/25                                |   | 10 |     |      |     | Promotie B                                | 23                                        |                                           |                                           |
| 1925/26                                |   | 11 |     |      |     | Promotie B                                | 16                                        |                                           |                                           |
|                                        | I | II | III | P.II |     | Vanaf 1926/27 zijn er 3 nationale niveaus | Vanaf 1926/27 zijn er 3 nationale niveaus | Vanaf 1926/27 zijn er 3 nationale niveaus | Vanaf 1926/27 zijn er 3 nationale niveaus |
| 1926/27                                |   |    | 10  |      |     | Bevordering B                             | 20                                        |                                           |                                           |
| 1927/28                                |   |    | 14  |      |     | Bevordering C                             | 13                                        |                                           |                                           |
| 1928/29                                |   |    |     | ?    |     | Tweede Prov. Luik                         | ?                                         |                                           |                                           |
| 1929/30                                |   |    |     | ?    |     | Tweede Prov. Luik                         | ?                                         |                                           |                                           |
| 1930/31                                |   |    |     | ?    |     | Tweede Prov. Luik                         | ?                                         |                                           |                                           |
| 1931/32                                |   |    |     | ?    |     | Tweede Prov. Luik                         | ?                                         |                                           |                                           |
| 1932/33                                |   |    | 8   |      |     | Bevordering D                             | 25                                        |                                           |                                           |
| 1933/34                                |   |    | 12  |      |     | Bevordering D                             | 21                                        |                                           |                                           |
| Provinciaal voetbal tot en met 1967    |   |    |     |      |     |                                           |                                           |                                           |                                           |
|                                        | I | II | III | IV   | P.I | Vanaf 1952/53 zijn er 4 nationale niveaus | Vanaf 1952/53 zijn er 4 nationale niveaus | Vanaf 1952/53 zijn er 4 nationale niveaus | Vanaf 1952/53 zijn er 4 nationale niveaus |
| 1967/68                                |   |    |     | 15   |     | Vierde klasse D                           | 15                                        |                                           |                                           |
| Provinciaal voetbal tot en met 2013/14 |   |    |     |      |     |                                           |                                           |                                           |                                           |